# Mar Português

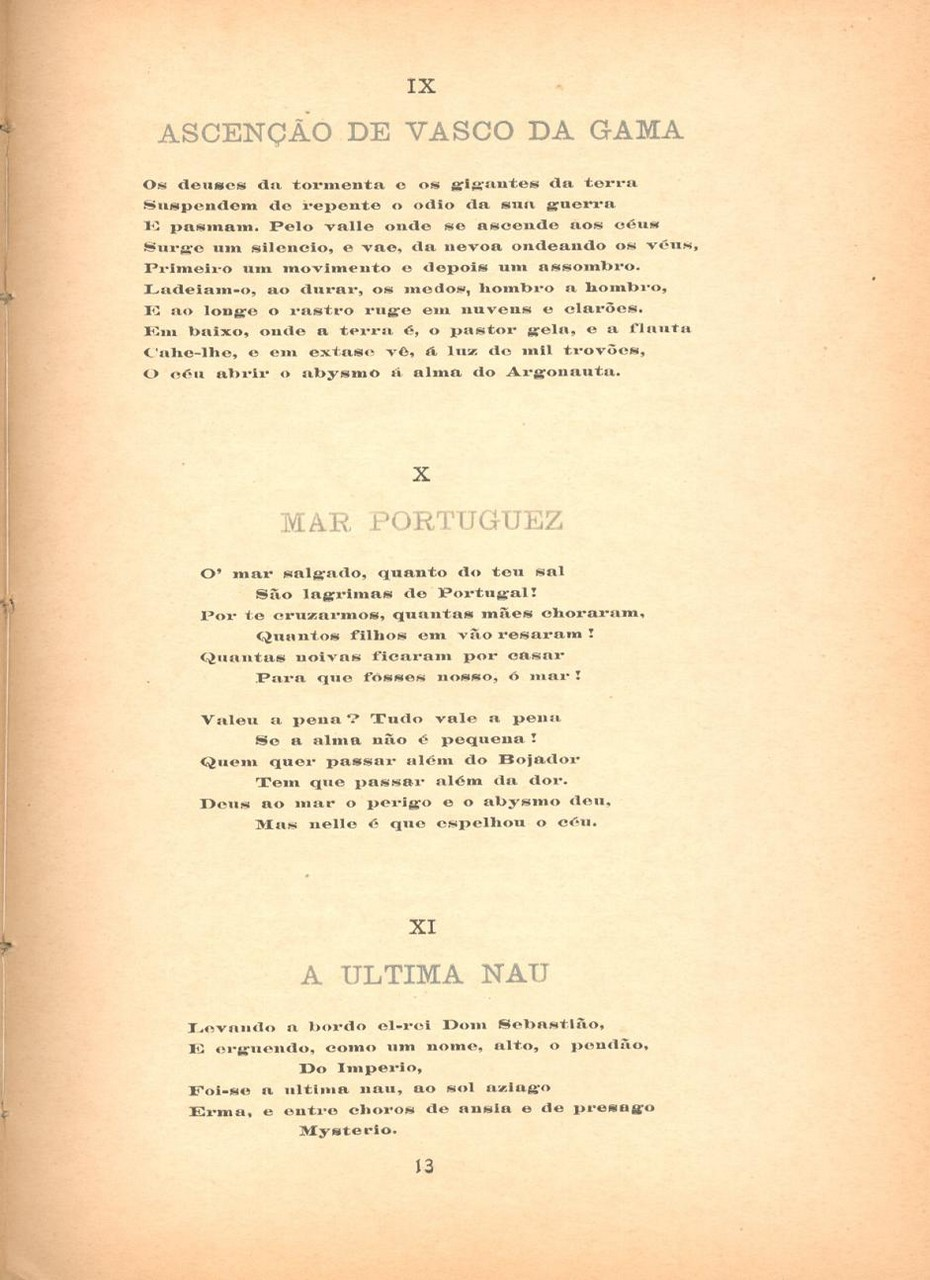
Publicação original do Mar Portuguez
Contemporânea, n.º2, Out. 1922

Mar Português (também grafado Mar Portuguez) é um dos poemas mais famosos de Fernando Pessoa. O poema foi originalmente publicado na revista Contemporânea, em 1922, e mais tarde integrado no livro Mensagem (1934), que é um livro dividido em três grandes temáticas: Brasão, Mar Português e O Encoberto, que se debruça sobre a época das grandes navegações, sendo os interlocutores o Infante D. Henrique, Vasco da Gama e Fernão de Magalhães.
O poema tem uma temática nacionalista, como o resto do livro.

## Estrutura
O poema é composto por duas sextilhas, alternando versos decassilábicos e octossilábicos.
| “ | Ó mar salgado, quanto do teu sal São lágrimas de Portugal! Por te cruzarmos, quantas mães choraram, Quantos filhos em vão rezaram! Quantas noivas ficaram por casar Para que fosses nosso, ó mar! Valeu a pena? Tudo vale a pena Se a alma não é pequena. Quem quer passar além do Bojador Tem que passar além da dor. Deus ao mar o perigo e o abismo deu, Mas nele é que espelhou o céu. | ” |